# 大寫高度
在西文字体排印学中，大写字高（英語：Cap height）是指某种字体中，位于基线（baseline）以上的大写字母的高度。尤其指相对平顺的字母“H”和“I”的高度。因为圆型的字母“O”和尖形字母“A”等，在设计中为保持视觉观感，其高度会有上下浮动（Overshoot）。而小写字母字高，指的就是X字高。